# Vierge des Larmes
Ne doit pas être confondu avec Notre-Dame des Larmes.
Vierge des Larmes (italien : Madonna delle Lacrime) est le vocable sous lequel est invoquée la Vierge Marie, telle qu'elle se serait manifestée en 1953 dans la ville italienne de Syracuse, en Sicile. Une effigie représentant le Cœur immaculé de Marie aurait été l'objet de lacrimations à plusieurs reprises. En mémoire de cet événement, la basilique-sanctuaire Madonna delle Lacrime a été construite à proximité. 

## Histoire
Les lacrimations se seraient produites à Syracuse du 29 août au 1er septembre 1953, au numéro 11 de la Via degli orti di San Giorgio, foyer de deux jeunes époux : Angelo Iannuso et Antonina Lucia Giusto. Celle-ci, dans l'attente de son premier fils, avait eu une grossesse difficile, lui causant une baisse de la vue. Vers les trois heures du matin du 29 août, elle perdit entièrement la vue, avant de la retrouver vers huit heures, moment où elle s'aperçut que des larmes coulaient d'une effigie pieuse posée au-dessus du lit, représentant le Cœur immaculé de Marie. Cette statuette de plâtre (23 × 28 cm), était un cadeau de mariage, célébré le 21 mars de cette même année. 
D'après leurs déclarations, les lacrimations se répétèrent 58 fois et la nouvelle se répandit rapidement dans Syracuse, au point que de nombreux fidèles, curieux et malades, vinrent se presser dans cette maison de quartier populaire.

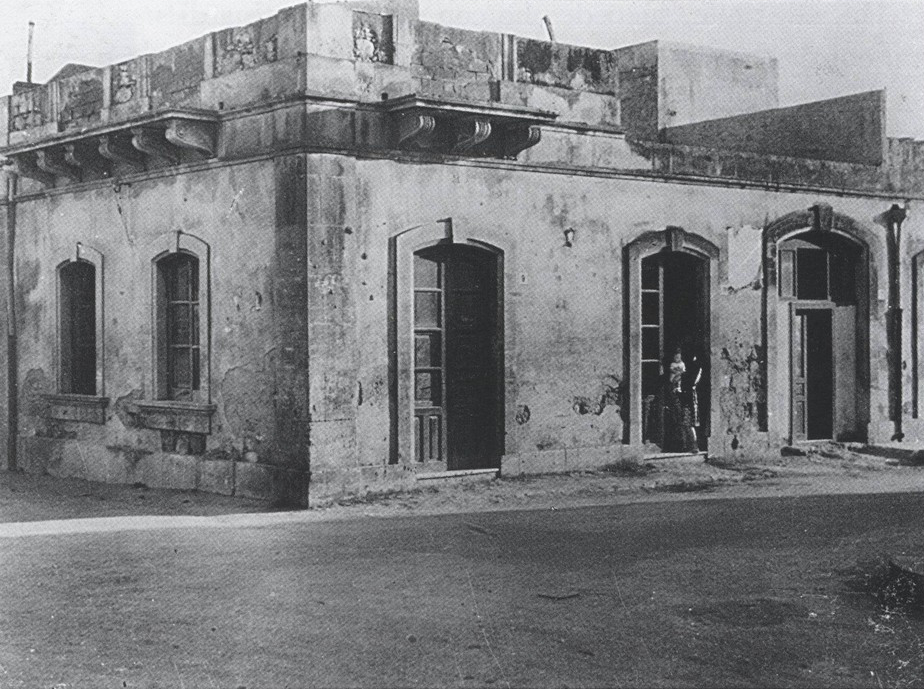
Maison du 11 Via degli orti di San Giorgio à Syracuse.
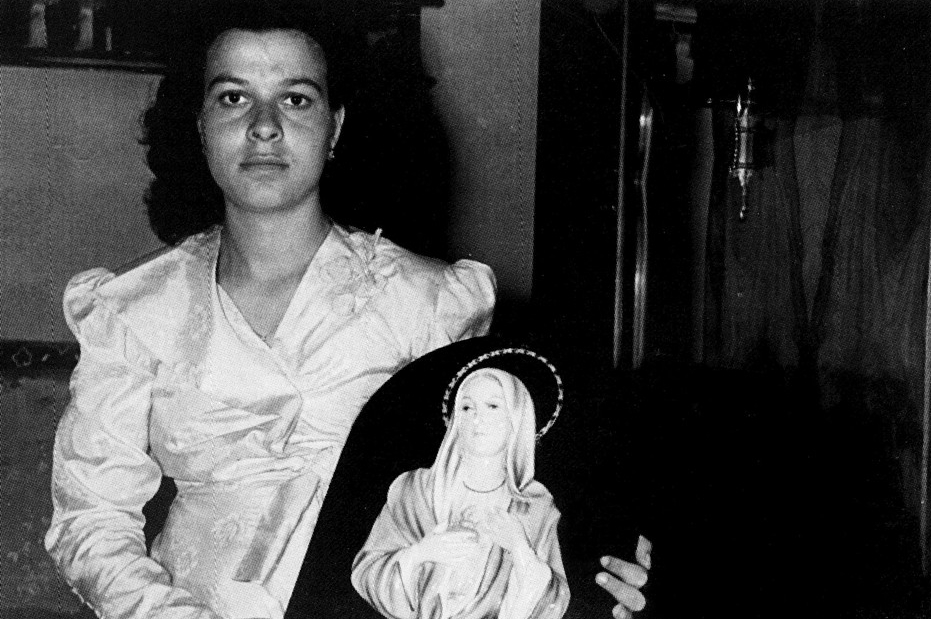
Antonina Giusto et la statutette de la Vierge.

Don Giuseppe Bruno, prêtre responsable de la paroisse, reçut l'autorisation de ses supérieurs de soumettre ces lacrimations à une expertise scientifique. Le 1er septembre, la commission préleva un centimètre cube de liquide qui sortait des yeux de la Madone ; après analyses, l'origine du liquide est estimé de « type humain ». Après un examen du cadre, le phénomène fut déclaré inexplicable sans toutefois écarter certaines possibilités de manipulations. 
Luigi Garlaschelli, chimiste membre du CICAP (it) (Comitato italiano per il controllo delle affermazioni sul paranormale), reproduisit plusieurs fois le « miracle » à partir d'une copie de la statue en matériel poreux imbibée d'un liquide salin.

## Reconnaissance de l'Église
L'épiscopat de Sicile, présidé par le cardinal Ernesto Ruffini, a reconnu l'authenticité des lacrimations le 13 décembre 1953.
Le 17 octobre 1954, le pape Pie XII, lors d'une allocution au cours d'un voyage apostolique en Sicile, reconnut le caractère miraculeux de cette manifestation mariale[réf. souhaitée].

## Sanctuaire
Le projet de construction d'un sanctuaire débuta en 1957 et les travaux commencèrent en 1966. Le sanctuaire de la Madone des Larmes fut inauguré par le pape Jean-Paul II le 6 novembre 1994, qui l’éleva au titre de basilique mineure en 2002. Dans la partie supérieure de l'édifice, près du maître-autel, est exposée l'image de la Vierge Marie qui aurait versé des larmes. Jusqu'à son installation dans le sanctuaire en 1968, le cadre était exposé à la vénération des fidèles sur la place Euripide de Syracuse. Dans la crypte est conservé un reliquaire contenant un tissu ayant été imbibé des larmes versées sur l'image.